# Iltiosbahn
| Bahn bei der Ausweichestelle (2020) |                     |                                          |              |
| Fahrplanfeld: | 2767 (früher: 1767) |                                          |              |
| Streckenlänge: | 1,195 km            |                                          |              |
| Spurweite: | 1000 mm (Meterspur) |                                          |              |
| Maximale Neigung: | 270 ‰               |                                          |              |
| |                     |                                          |              |
| \| \| \| Unterwasser (Iltiosbahn) \| 911 m ü. M. \| \| \| \| \| \| \| \| \| Koordinaten: 47° 11′ 24,8″ N, 9° 18′ 42,9″ O; CH1903: 741957 / 228279 Ausweichstelle \| \| \| \| \| \| \| \| \| \| \| \| \| \| \| Iltios Anschluss Luftseilbahn Chäserrugg \| 1339 m ü. M. \| \| \| \| Chäserrugg \| 2262 m ü. M. \| |                     |                                          |              |
| Kopfbahnhof Streckenanfang |                     | Unterwasser (Iltiosbahn)                 | 911 m ü. M.  |
| Strecke |                     |                                          |              |
| |                     | Ausweichstelle                           |              |
| Strecke |                     |                                          |              |
| |                     |                                          |              |
| Kopfbahnhof Streckenende |                     | Iltios Anschluss Luftseilbahn Chäserrugg | 1339 m ü. M. |
| |                     | Chäserrugg                               | 2262 m ü. M. |

Die Standseilbahn Unterwasser–Iltios (DUI), genannt Iltiosbahn, ist eine Standseilbahn in Unterwasser im Obertoggenburg im Schweizer Kanton St. Gallen.

## Geschichte
Die Bahn wurde 1934 durch die AG Drahtseilbahn Unterwasser-Iltios erstellt. Seit der Fusion 1991 mit der Gesellschaft der Chäserruggbahn nannte sie sich Bergbahnen Unterwasser-Iltios-Chäserrugg AG BUIC.
Im Jahre 2008 wurde sie durch die Sportanlagen Alt St. Johann - Selamatt AG übernommen, die sich seither Toggenburg Bergbahnen AG nennt.
Ab Ostern 2024 ruhte der Betrieb, der mit neuen Waggons und nach dem Neubau der Talstation am 14. Dezember des gleichen Jahres wiederaufgenommen wurde. Einer der sieben Tonnen schweren historischen Wagen wurde in das Seilbahnmuseum Kandersteg verbracht. Der zweite verbleibt vorerst in Toggenburg.

## Streckenverlauf

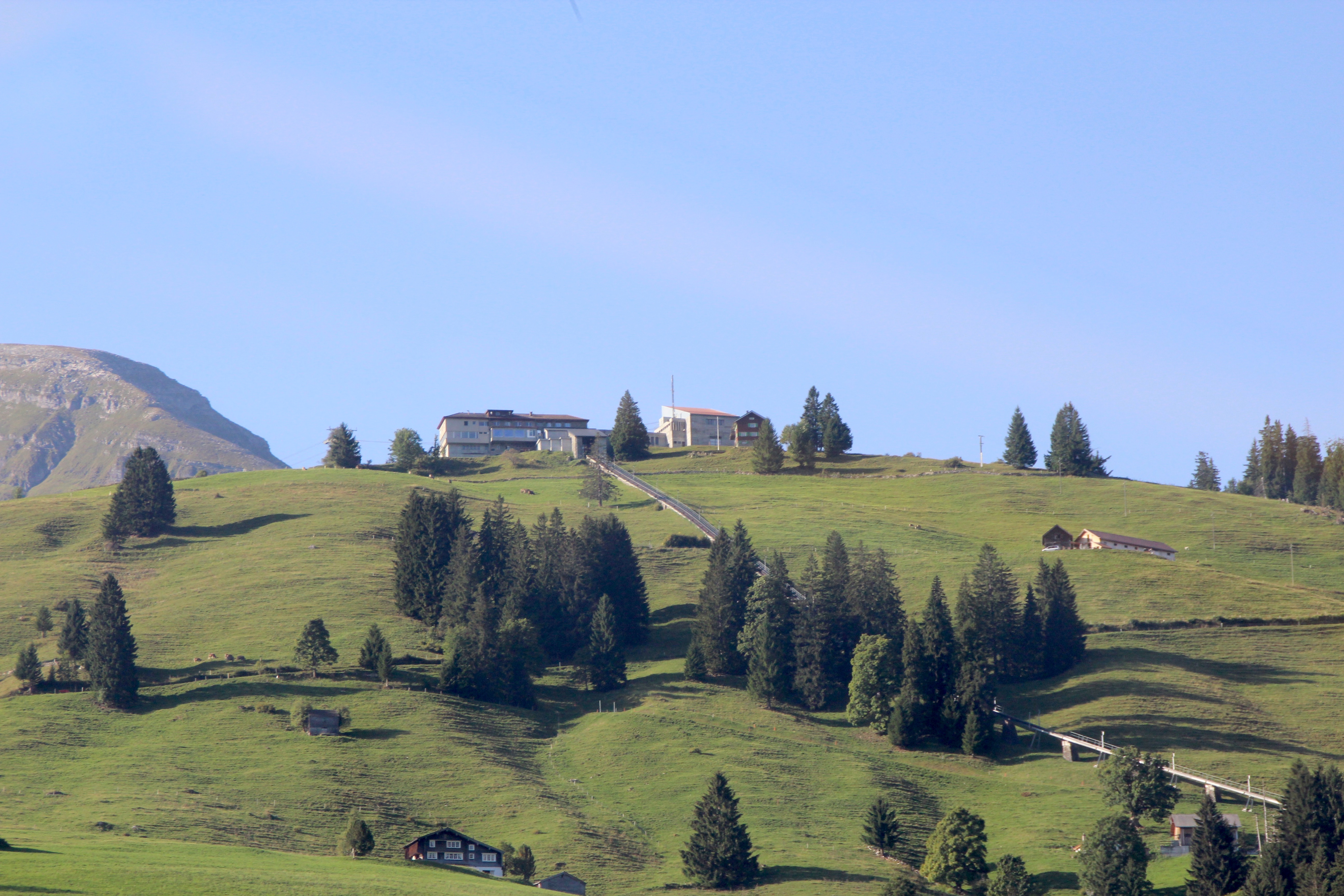
Bergstation (September 2015)

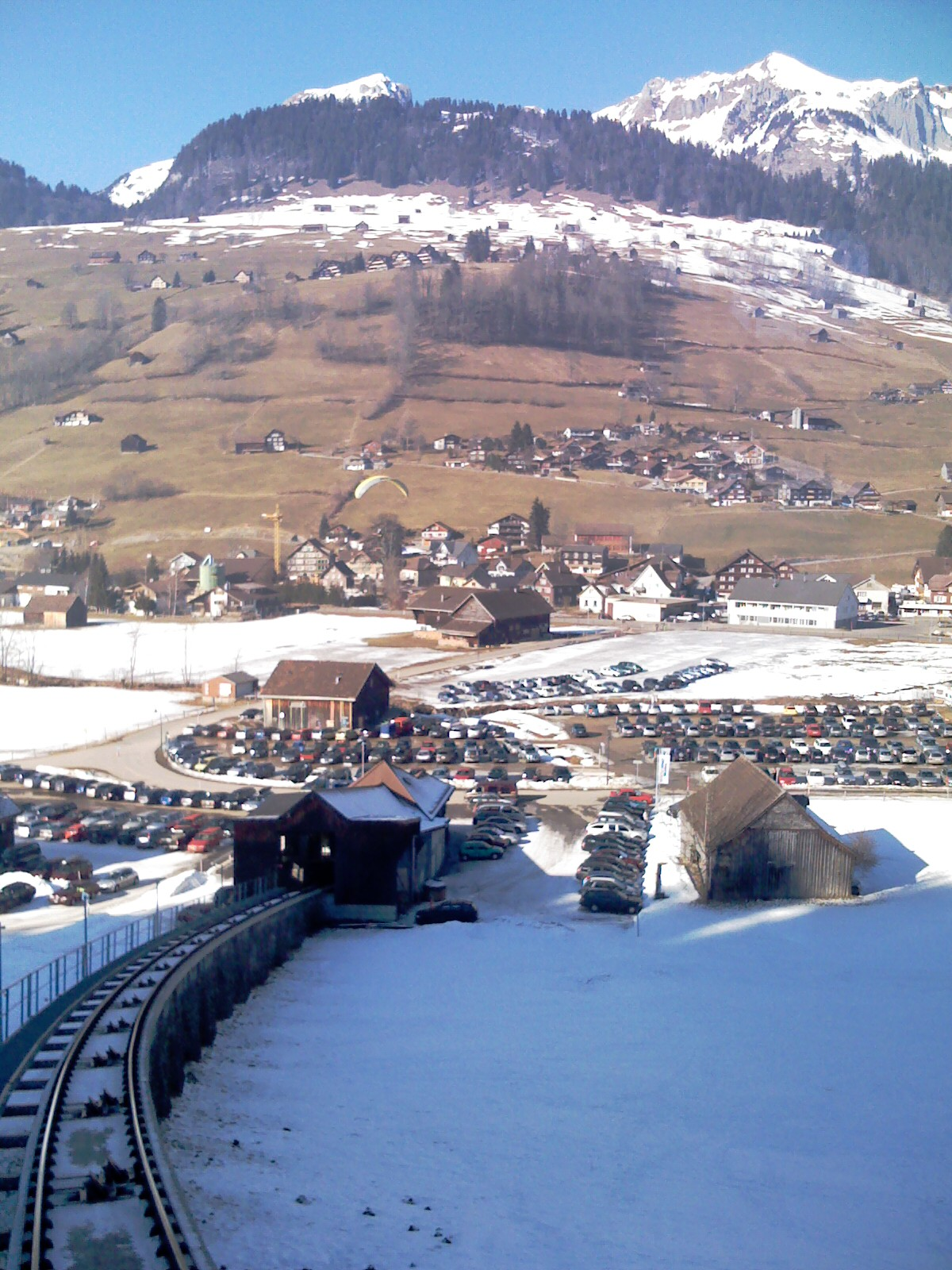
Talstation (Februar 2008)

Die 1195 Meter lange Bahn beginnt auf 911 m ü. M. unterhalb der Früeweid in Unterwasser. Die Schwellenhöhe in der Bergstation Iltios liegt auf 1339 m ü. M. Von dort aus führen die Luftseilbahn Iltios–Chäserrugg auf den 2262 Meter hohen Chäserrugg, den ersten der Churfirsten, und Skilifte u. a. zum Stöfeli. Die Bahn wurde 1934 eröffnet und im Sommer 2005 umgebaut. Die ursprüngliche Spurweite wurde von 800 Millimeter auf 1000 Millimeter vergrössert.
Die Iltiosbahn wird vor allem von Berg- und Wintersportlern frequentiert und ist Teil des Skigebiets Obertoggenburg, das die Pisten von Wildhaus, Unterwasser und Alt St. Johann umfasst. Bei der Bergstation beginnt die Langlauf-Loipe auf die Alp Selamatt.

## Zahlen
Die Bahn absolvierte in der Saison 2005/2006 an 284 Tagen total 21'560 Fahrten und beförderte dabei 351'849 Passagiere.
Die Iltiosbahn besitzt zwei Wagen für je 100 Personen. Die Kapazität beträgt 850 Personen pro Stunde und Richtung.